# Thure Sjöstedt
Ture Sigvard Sjöstedt, detto Thure (Yngsjö, 28 agosto 1903 – Malmö, 2 maggio 1956), è stato un lottatore svedese, specializzato sia nella lotta libera che nella lotta greco-romana.

## Palmarès
- Giochi olimpici

Amsterdam 1928: oro nella lotta libera pesi medio-massimi.
Los Angeles 1932: argento nella lotta libera pesi medio-massimi.
- Europei

Budapest 1927: argento nella lotta greco-romana -82,5 kg.
Stoccolma 1934: oro negli assoluti.